# 謝里登堡 (伊利諾伊州)
謝里登堡（英語：Fort Sheridan）是位於美國伊利諾伊州萊克縣的一個非建制地區。該地的面積和人口皆未知。

## 地理
謝里登堡的座標為42°12′45″N 87°48′38″W / 42.21250°N 87.81056°W，而該地的平均海拔高度為203米（即666英尺）。